# 216910 Vnukov
216910 Vnukov este un asteroid din centura principală de asteroizi.

## Descriere
216910 Vnukov este un asteroid din centura principală de asteroizi. A fost descoperit pe 13 mai 2009 la observatorul astronomic din Andrușivka. Asteroidul prezintă o orbită caracterizată de o semiaxă mare de 2,54 ua, o excentricitate de 0,21 și o înclinație de 13,0° în raport cu ecliptica.